# Prima Divisione 1987-1988 (Libano)
La stagione 1987-1988 è stata la ventinovesima edizione della Prima Divisione, massimo livello del campionato libanese di calcio.

## Avvenimenti
Il primo campionato libanese di massima serie disputato dopo tredici anni di interruzione per ragioni belliche vide la vittoria finale dell'Al-Ansar, che dominò un torneo caratterizzato da defezioni o da penalizzazioni di gran parte delle squadre iscritte, anche a causa di incidenti sugli spalti causati dall'ancora precaria situazione politica del Paese.

## Classifica finale
|                   | Pos. | Squadra        | Pt | G  | V | N | P | GF | GS | DR  |
| ----------------- | ---- | -------------- | -- | -- | - | - | - | -- | -- | --- |
| Libano (bandiera) | 1.   | Ansar          | 18 | 10 | 8 | 2 | 0 | 29 | 4  | +25 |
|                   | 2.   | Riada Wal Adab | 9  | 8  | 3 | 3 | 2 | 7  | 5  | +2  |
|                   | 3.   | Safa           | 4  | 5  | 3 | 2 | 0 | 10 | 2  | +8  |
|                   | 4.   | Salam Zgharta  | 2  | 8  | 2 | 2 | 4 | 8  | 10 | -2  |
|                   | 5.   | Shabab Sahel   | -1 | 8  | 1 | 1 | 6 | 6  | 21 | -15 |
|                   | 6.   | Shabiba Mazraa | -2 | 5  | 1 | 0 | 4 | 2  | 11 | -9  |
|                   | 7.   | Tadamon Tiro   | -  | -  | - | - | - | -  | -  | -   |
|                   | 8.   | Nejmeh         | -  | -  | - | - | - | -  | -  | -   |

Legenda: 

      Campione del Libano e ammessa al Campionato d'Asia per club 1988-1989
      Ritirata
Note:

Due punti a vittoria, uno a pareggio, zero a sconfitta.
Safa Beirut, Al-Salam Zgharta, Shabab Al-Sahel e Al-Shabibeh Mazraa penalizzate di quattro punti.